# Kamp Neustadt-Glewe
Kamp Neustadt-Glewe, bij het gelijknamige dorp Neustadt-Glewe, fungeerde tijdens de Tweede Wereldoorlog als buitenkamp van vrouwenkamp Ravensbrück.

## Geschiedenis
In 1937 werd door de Wehrmacht bij het dorp Neustadt-Glewe een vliegveld gebouwd. In 1943 werd de Dornier vliegtuigfabriek nabij Wismar door geallieerde bombardementen volledig verwoest. Vanaf dan werd er naast het vliegveld van Neustadt-Glewe een nieuwe fabriek voor Dornier gebouwd. Er komen barakken voor technisch personeel. Tevens worden er barakken gebouwd voor negenhonderd vrouwelijke gevangenen, uit Ravensbrück. Dit kamp werd door de SS bewaakt en beheerd. Vanaf 1 september 1944 ging de vliegtuigfabriek draaien. Naast Poolse en Russische vrouwen zijn er ook Nederlandse vrouwen in de fabriek werkzaam geweest. Van 1671 vrouwen die in dit kamp hebben moeten verblijven zijn gegevens bekend. In de officiële Duitse lijst van concentratiekampen komt kamp Neustadt-Glewe als nr 1047 voor.

## Omstandigheden
Vergeleken met andere concentratiekampen kunnen de omstandigheden in het begin als redelijk beschreven worden. Later werden de omstandigheden ook zeer slecht. Vanaf februari 1945 begint de overbevolking van het kamp. Tot eind april 1945 komen er via diverse dodenmarsen vijfduizend mensen bij. Voornamelijk Joodse vrouwen uit vele Europese landen, waaronder zevenentwintig uit Nederland. In die periode werd in de directe omgeving een tweede kamp voor opvang van al deze vrouwen gebouwd. Een onbekend aantal vrouwen heeft het kamp niet overleefd. Zeker duizend van hen liggen in massagraven op het terrein en op de begraafplaats van het dorp.

## Nederlandse vrouwen
Eind 1944 kwam in het kamp een eerste groep van 48 Nederlandse vrouwen aan. Deze zijn na de aanslag op Hitler vanuit Kamp Vught als represaille naar Ravensbrück gestuurd. Van daar zijn zij al snel doorgezonden naar Neuengamme, van waaruit zij werkzaamheden moesten verrichtten in de havens van Hamburg. Vervolgens is deze groep vrouwen of een deel van deze groep, naar kamp Neustadt-Glewe gestuurd, waar zij de bevrijding hebben meegemaakt. Begin 1945 komt er in het kamp een tweede groep Nederlandse vrouwen aan. Het gaat hier om zevenentwintig vrouwen van Joodse origine die de dodenmars vanuit Auschwitz hebben overleefd. De meesten van hen zijn via Ravensbrück gekomen. Niet alle vrouwen van deze laatste groep hebben de oorlog overleefd.

## Na de oorlog

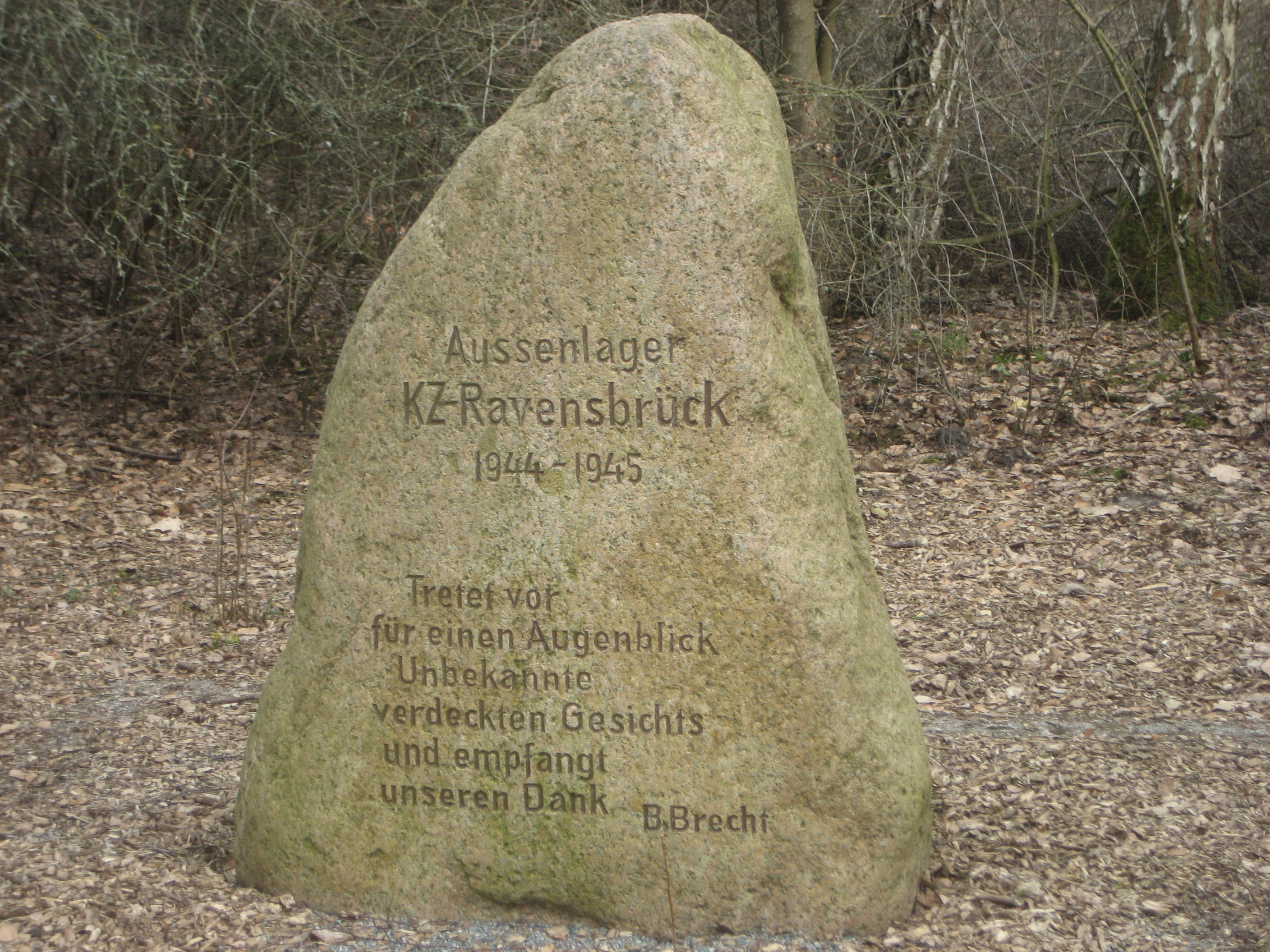
Monument kamp Neustad-Glewe

Nadat de wachtposten ’s morgens in burger waren gevlucht, werd het kamp in de middag van 2 mei 1945 door de Russen bevrijd. Driehonderd ernstig zieke vrouwen werden direct in een naburige school, die als noodhospitaal was ingericht, verzorgd. Niet lang na de oorlog werden het kamp en de fabriek deels afgebroken en deels opgeblazen. Nu rest van het kamp een betonnen schuttersput, wat infrastructuur, met een route met benoemingen van de verschillende voormalige barakken. Waar de fabriek stond zijn enige resten van infrastructuur en gebouwen. Een gedenksteen uit 1995 met een gedicht van Bertolt Brecht, herdenkt de slachtoffers. In het Burg Museum is een tentoonstelling.